# 3592 Недбал
3592 Недбал (3592 Nedbal) — астероїд головного поясу, відкритий 15 лютого 1980 року.
Тіссеранів параметр щодо Юпітера — 3,517.